# Хойчжоу (месторождение)
Хойчжоу, Хуэйчжоу, англ. Huizhou — группа нефтегазовых месторождений в Китае. Расположено в устье реки Чжуцзян и к юго-востоку от Гонконга. Открыто в 1985 году. Разработка началось в 1990 году.
Группу входят несколько месторождений: Huizhou 21-1, Huizhou 26-1, Huizhou 32-5, Huizhou 26-1 Север, Huizhou 32-2/3.
Оператором месторождения является китайская морская нефтяная компания CNOOC. По сообщению китайской CNOOC, сейчас на восьми платформах, установленных на месторождении, добывается 4 тыс.барр./сут нефти и более 1,13 млн м³/сут. природного газа.